# Уралов, Михаил
Михаил Уралов — рабочий, матрос, анархист, заведующий боевыми частями «Черной гвардии» Московской Федерации Анархистов. С 1919 года участник махновского движения.

## Биография
В 1918 года заведующий боевыми частями Чёрной гвардии (МФА) в городе Москве.
В 1919 году приехал в Гуляйполе и присоединился к РПАУ. Был делегатом 2-го Гуляйпольского районного съезда, фронтовиков, Советов и пототделов, состоявшегося с 12-16 февраля 1919 года. В октябре начальник махновского гарнизона города Бердянска. В конце октября начале ноября 1919 командир отряда второй группы Вдовиченко, созданной для освобождения Гуляйпольского района от деникенцев. В ноябре декабре член Военно революционного Совета махновской армии. С конца 1919 адъютант Махно. В этом же году командир 4-й бригады 1-го Донецкого корпуса РПАУ.
В январе 1920 года Уралов выпусти воззвание в котором осуждал Махно за выступление против компартии вскоре Михаила арестовала ЧК Бердянска. В марте 1920 его освободили.
В мае 1920 года Уралов руководил политработой в РПАУ.